# Giuseppe Petrai
Giuseppe Petrai (1853-1941) est un journaliste, écrivain, réalisateur et scénariste italien. 

## Biographie
Né le 25 juillet 1853 à Florence, il est notamment journaliste au Messaggero (1878-1881), au Corriere d'Italia (1885-1887), au Popolo d'Italia (1917-1919), et au Lavoro fascista. Petrai est également l'auteur de plusieurs romans historiques, dramatiques, de livres pour enfants et de comédies, et le scénariste et le réalisateur d'au moins trois films muets, tous sortis en 1912. 
Il meurt à l'âge de 87 ans en avril 1941 à Gallese, dans le Latium.

## Publications sélectives
- Lanterna magica : bozzetti umoristici, Edoardo Perino, 1883, 210 p.
- Donna cannone, Edoardo Perino, 1884, 104 p.
- Maschere e Burattini (préface de Curzio Antonelli), Edoardo Perino, 1885, 96 p.
- Vita intima e militare di Guglielmo il Vittorioso, Edoardo Perino, 1888, 230 p.
- Santa Ghigliottina : dramma in un prologo e 4 atti, Edoardo Perino, 1891, 60 p.
- Roma aneddotica : (undique collecta), Edoardo Perino, 1895, 264 p.
- Lo Spirito delle maschere, Roux e Viarengo, 1901, 214 p.
- Avventure di Montecarlo : Giuoco e Cocottes, M. Carra, 1908, 142 p.
- Roma teatrale, G. Romagna & C., 1913, 116 p.
- Tipi e figure del "Cecetosto" (Roma teatrale), M. Carra, 1920, 99 p.
- Figurine di marciapiede, M. Carra di L. Bellini, 1922, 176 p.
- Il mercante di Venezia : romanzo storico del secolo 16, G. Nerbini, 1928, 256 p.
- Scipione l'Africano, duce delle legioni romane vittoriose in Africa e in Spagna. Romanzo storico del secolo IV di Roma (235-183 a. G.C.), G. Nerbini, 1937, 237 p.

## Filmographie

### Scénariste
- 1912 : Un amour de Pierre de Médicis
- 1912 : Une conspiration contre Murat

### Réalisateur
- 1912 : Un amour de Pierre de Médicis
- 1912 : Le Vautour et la Colombe